# جان-بابتيست بلانشت
جان-بابتيست بلانشت هو سياسي كندي، ولد في نوفمبر 1852 في Saint-Damase, Montérégie ‏ في كندا، وتوفي في 31 أغسطس 1904. نشط حزبياً في الحزب الليبرالي الكندي. وقد انتخب عضو مجلس العموم الكندي.